# Пролісне
Пролісне (до 2024 року — Чкаловське) – селище Чугуївського району Харківської області.

## Географічне розташування
Селище міського типу Пролісне розташоване на правому березі річки Гнилиця ІІ (ліва притока річки Сіверський Донець), вище за течією на відстані 1 км розташоване село Гаврилівка, нижче за течією на відстані 1 км розташоване село Нова Гнилиця. На річці зроблено декілька великих загат. До селища примикає селище Дослідне. Поруч проходять автошлях національного значення Н26 та залізниця, зупинний пункт Пролісний, найближча залізнична станція Гракове (за 12 км).

## Символіка
На гербі зображена нива. На території громади розташоване найбільше в Україні підприємство, що вирощує поросят – агрокомплекс «Слобожанський». Можна сказати, що сам населений пункт з'явився навколо цього комплексу. Таку обставину ми не могли обминути, тому на новому гербі є й порося. А також пролісок, відповідно до нової назви населеного пункту – Пролісне.

## Історія
У далекі часи на місці Пролісного був безкрайній ковильний степ. На час створення радгоспу на його землях уже були хутори Неїлівка, Гаврилівка, Михайлівка, Миколаївка, Нежурилівка.

### Часи радянського режиму
У 1929 році був заснований радгосп «Індустріальний». Він був утворений біля станції Гракове як зразковий для України. Його площа становила 22 000 га. Було засноване село ім. Балицького, яке заселялось переважно репресованими, тобто це було місце виправних таборів.
Хутори Неїлівка, Гаврилівка, Михайлівка, Миколаївка, Нежурилівка теж увійшли до складу радгопу «Індустріальний». Найбільший з них був хутір Неїлівка — за 7 км на схід від центральної садиби радгоспу. Назву хутір одержав, за переказами, від першого поселенця — селянина Неїлова із села Зарожне. Заселяли цю землю переважно селяни із села Зарожного з 1924 року.
За 9 км на південь від центральної садиби розташований хутір Михайлівка (відділення № 4), за 1,5 км на схід — хутір Гаврилівка, і за 6 км на північний схід — хутір Миколаївка.
Радгосп мав успіхи в тваринництві та землеробстві завдяки знанням головного агронома радгоспу К. Ф. Центиловича, сина поміщика.

### Радянські господарства
У 1934 році радгосп «Індустріальний» було розділено на три радгоспи:
- Радгоп № 5. Мав площу 7 тис.  га. До його складу входили: центральна садиба, Миколаївка, Гаврилівка, Неїлівка, Нежурилівка.
- Радгосп № 7. Мав площу 7 тис. га. До його складу входили: Волохів Яр, Петровське, Кам'янка, Михайлівка, Іванівка.
- Радгосп «Індустріальний». Мав площу 7 тис. га. Знаходиться біля станції Булацелівка.

Радгоспи № 5 і № 7 не мали назв, а були номерні, бо належали відомству НКВС. Директори радгоспів призначалися НКВС і працювали не понад рік[уточнити].
Радгоспи мали найголовніше для сільського господарства природне багатство — це потужні чорноземні ґрунти, товщина яких більше одного метра.
Рослинність була трав'яна. Степ розораний і засівався переважно зерновими культкурами (пшениця, ячмінь, кукурудза, овес, горох), а також цукровим буряком.
Радгосп № 5 спеціалізувався на розведенні свиней і молочної великої рогатої худоби. Допоміжними галузями були овочівництво, садівництво, пасіка.
За розпорядженням Уряду Української РСР сюди були направлені машини для розорювання цілинних земель — трактори «Фордзон», «ХТЗ» і парові плуги.
З 1930 року господарство радгоспу зростало: були збудовані корівник, свинарники, зерносклади, механізовані майстерні, автогараж і гараж для тракторів. Перед війною працівники радгоспу досягли значних успіхів в розвитку землеробства та тваринництва.
У 1936 році з кожної фуражної корови одержували 2 600 літрів молока, а в 1939 році — 4 360 літрів.
У 1939 році на Всесоюзній сільськогосподарській виставці радгосп № 5 був нагороджений Дипломом І ступеня, легковим автомобілем і грошовою премією в 10 000 карбованців. Крім того, передові тваринники Проскурін І. Д., Цимбалов М. Є., Кіктьова Г. Д., Криштальова Є. Г., Дубінін К. К., Півоваров А. І., Ветчинкін А. М., Корж В. Т. були нагороджені великими і малими золотими та срібними медалями.
Багато працював над підвищенням урожайності сільськогосподарських культур і над забезпеченням тваринництва повноцінними кормами агроном К. Ф. Центилович. У 1940 році в радгоспі зібрано в середньому по 16 центнерів зерна з гектара.
Господарство радгоспу за роки передвоєнних п'ятирічок стало високомеханізованим. За допомогою потужної агротехніки радгосп досяг визначних успіхів в землеробстві та тваринництві. Було збудовано тік та сушильну башту.

### Робітничі поселення
Перші поселенці жили в землянках вздовж залізниці. У землі викопувалась яма, яка накривалась дахом.
Згодом були збудовані бараки, в яких жили люди, багато з них вже мали сім'ї.
Вулиць не було, але люди давали назви баракам: «Сахалін», «Камчатка», «Шанхай», «Шалман».
В одному з бараків, «Сахалін», було відкрито у 1932 році початкову школу, яка знаходилася в одній кімнаті. Старші учні їздили в Граківську школу.
У 1934 році була збудована нова двоповерхова школа. На весь Чугуївський район було три «багатоповерхових» будинки, і два з них знаходились в центральній садибі радгоспу № 5 — це школа та контора радгоспу.
У 1977 році присвоєно статус селище.

### Незалежна Україна
12 червня 2020 року, відповідно до Розпорядження Кабінету Міністрів України № 725-р «Про визначення адміністративних центрів та затвердження територій територіальних громад Харківської області», увійшло до складу Чкаловської селищної громади.
19 липня 2020 року, в результаті адміністративно-територіальної реформи та ліквідації Чугуївського району, село увійшло до складу новоствореного Чугуївського району Харківської області.

19 вересня 2024 року Верховна Рада підтримала перейменування селища Чкаловське на Пролісне. 26 вересня 2024 року перейменування набуло чинності.
Наприкінці лютого 2022 року селище було окуповане російськими військами. 6 травня 2022 року місцева влада тимчасово припинила свої повноваження, не бажаючи співпрацювати з окупаційною адміністрацією.
9 вересня 2022 року селище звільнено від російських окупантів внаслідок Балаклійського контрнаступу воїнами 14-ї окремої механізованої бригади імені князя Романа Великого.
https://www.ukr.net/news/details/kharkiv/98518074.html
Соловйов - зрадник

## Населення

### Мова
Розподіл населення за рідною мовою за даними перепису 2001 року:
| Мова            | Кількість | Відсоток |
| --------------- | --------- | -------- |
| українська      | 3017      | 72.89%   |
| російська       | 1101      | 26.60%   |
| білоруська      | 7         | 0.17%    |
| вірменська      | 5         | 0.12%    |
| угорська        | 2         | 0.05%    |
| інші/не вказали | 7         | 0.17%    |
| Усього          | 4139      | 100%     |

## Економіка
- Свинотоварна ферма.
- ТОВ «Зооветеринарний Центр».
- Граківська комбінат хлібопродуктів, ТОВ.
- ПАТ «Агрокомбінат „Слобожанський“».
- «Агросвіт», елеваторно-виробнича компанія, ТОВ.

## Об'єкти соціальної сфери
- Дитячий дошкільний навчальний заклад.
- Школа.
- Клуб.
- Фельдшерсько-акушерський пункт.
- Чугуївський районний центр позашкільної освіти.
- Церква.

## Уродженець
- Кринський Володимир Вікторович (нар. 1997) — український футболіст, воротар.
- Макаренко Олександр Олександрович (нар. 20.01.1994)  — український військовий, правоохоронець, Герой України